# Princípio da imediatidade
O Princípio da Imediatidade, ou Princípio do Juízo Imediato, é um princípio jurídico de direito processual penal que privilegia o julgamento da ação pelo juiz que presidiu a fase de instrução da causa.
De acordo com esse princípio, o juiz que colheu pessoalmente a prova durante a etapa instrutória é o que está melhor preparado para decidir a lide, uma vez que teve contato direto com os fatos que fundamentam a pretensão do autor.

## Origem
O princípio da imediatidade decorre de outro princípio de processo civil, qual seja, o princípio da oralidade.

## Direito Processual do Trabalho
No Direito Processual Trabalhista, em especial, a imediatidade do juiz instrutor, ou seja, o contato direto do juízo de origem com as partes e a sua prova testemunhal, ou qualquer outro meio de prova para termos esclarecimentos na busca da verdade real, é impositivo. Inclusive, o art. 820, da CLT possibilita que as partes sejam reinquiridas pelo juízo, a fim de dilatar o conteúdo probatório, conforme se verifica:
 Art. 820 - As partes e testemunhas serão inquiridas pelo juiz ou presidente, podendo ser reinquiridas, por seu intermédio, a requerimento dos vogais, das partes, seus representantes ou advogados.

## Direito Processual Penal
Importante destacar a diferença deste preceito processual para com a denominação utilizada por alguns autores de Direito Processual Penal no tocante à aplicação das leis no tempo.
Certos autores chamam de princípio da imediatidade aquele previsto nos art. 2º, do Código de Processo Penal, ou seja, que a lei processual penal deve ser aplicada desde logo, sem prejuízo da validade dos atos realizados sob a vigência da lei pretérita.